# NGC 6793
NGC 6793 este o galaxie situată în constelația Vulpea. A fost descoperită în 18 iulie 1789 de către William Herschel. Se află la o distanță de 1.100 de parseci de Pământ.